# Micrapate neglecta
Micrapate neglecta är en skalbaggsart som beskrevs av Pierre Lesne 1906. Micrapate neglecta ingår i släktet Micrapate och familjen kapuschongbaggar. Inga underarter finns listade i Catalogue of Life.